# Loretta Lynn Writes 'Em and Sings 'Em
| Оценки критиков          | Оценки критиков |
| Источник                 | Оценка          |
| ------------------------ | --------------- |
| AllMusic                 | [ 1 ]           |
| Christgau's Record Guide | A–              |

Loretta Lynn Writes 'Em and Sings 'Em — сборный альбом американской кантри-певицы Лоретты Линн, выпущенный 8 июня 1970 года на лейбле Decca Records. Продюсером был Оуэн Брэдли.
Все песни на альбоме написаны Линн, за исключением одной, написанной в соавторстве с её сестрой Пегги Сью Уэллс. Это был первый альбом Линн, полностью состоящий из написанных ею песен.

## История
Релиз диска состоялся 8 июня 1970 года на лейбле Decca Records.
Альбом получил умеренные отзывы музыкальных критиков и интернет-изданий.
В обзоре, опубликованном в номере журнала Billboard от 27 июня 1970 года, говорится: «В лучших традициях кантри Лоретта Линн является выдающимся лириком и певицей. Здесь она доказывает это, потому что песни принадлежат ей, в том числе и большой хит „I Know How“».
Журнал Cashbox опубликовал обзор в выпуске от 20 июня 1970, в котором говорилось, что «Лоретта Линн поёт одиннадцать своих собственных песен, включая, конечно, несколько её хитов. Её недавний сингл „I Know How“, — он здесь, а также её новый хит „You Wanna Take Me A Lift“. Также включены прошлые хиты „Wings Upon Your Horns“, „Your Squaw Is on the Warpath“ и „Fist City“. Это будет очень, очень большой альбом».

## Список композиций
Слова и музыка всех песен — Лоретта Линн, кроме указанных.
| №  | Название                                                              | Дата записи     | Длительность |
| -- | --------------------------------------------------------------------- | --------------- | ------------ |
| 1. | «I Know How»                                                          | 23 декабря 1969 | 2:31         |
| 2. | «What Has the Bottle Done to My Baby»                                 | 28 мая 1969     | 2:40         |
| 3. | «The One You Need»                                                    | 8 декабря 1969  | 2:21         |
| 4. | «Your Squaw Is on the Warpath» (из Your Squaw Is on the Warpath)      | 30 августа 1968 | 2:02         |
| 5. | «You Ain't Woman Enough (To Take My Man)» (из You Ain't Woman Enough) | 15 ноября 1965  | 2:11         |
| 6. | «Crazy Out of My Mind»                                                | 22 декабря 1969 | 2:43         |

| №  | Название                                                                | Автор(ы)             | Дата записи     | Длительность |
| -- | ----------------------------------------------------------------------- | -------------------- | --------------- | ------------ |
| 1. | «You Wanna Give Me a Lift»                                              | Lynn Пегги Сью Уэллс | 1 октября 1969  | 2:32         |
| 2. | «Wings Upon Your Horns» (из Wings Upon Your Horns)                      |                      | 1 октября 1969  | 2:35         |
| 3. | «To Make a Man (Feel Like a Man)» (из Woman of the World/To Make a Man) |                      | 28 мая 1969     | 2:15         |
| 4. | «Deep as Your Pocket»                                                   |                      | 22 декабря 1969 | 2:34         |
| 5. | «Fist City» (из Fist City)                                              |                      | 9 января 1968   | 2:10         |

## Позиции в чартах

### Альбом
| Чарт (1970)                      | Высшая позиция |
| -------------------------------- | -------------- |
| США Hot Country LP’s (Billboard) | 8              |

### Синглы
| Название                   | Год  | Высшая позиция | Высшая позиция |
| Название                   | Год  | US Country     | CAN Country    |
| -------------------------- | ---- | -------------- | -------------- |
| «I Know How»               | 1970 | 4              | 13             |
| «You Wanna Give Me a Lift» | 1970 | 6              | 4              |